# Cerro de la Campana
Cerro de la Campana är en ort i Mexiko.   Den ligger i kommunen Tenampulco och delstaten Puebla, i den sydöstra delen av landet, 200 km öster om huvudstaden Mexico City. Cerro de la Campana ligger 342 meter över havet och antalet invånare är 110.
Terrängen runt Cerro de la Campana är platt västerut, men österut är den kuperad. Cerro de la Campana ligger uppe på en höjd. Runt Cerro de la Campana är det ganska tätbefolkat, med 62 invånare per kvadratkilometer. Närmaste större samhälle är Ciudad de Cuetzalan, 18,8 km sydväst om Cerro de la Campana. Omgivningarna runt Cerro de la Campana är huvudsakligen savann.